# Perla Serfaty
Perla Serfaty, née en 1944 à Marrakech (Maroc), est une universitaire, sociologue et psychosociologue, écrivaine et essayiste française et canadienne, connue en particulier pour ses travaux sur le chez-soi et l’intimité. Ses noms d’auteure sont Perla Serfaty-Garzon et Perla Korosec-Serfaty.
Théoricienne de l’intimité domestique et de l’appropriation des lieux habités, elle a étendu ses travaux à la phénoménologie de l’habiter dans l’expérience migratoire, à l’analyse des complexités et tensions du rapport féminin contemporain à l’univers domestique ainsi qu’aux enjeux psychologiques intimes et éthiques du chez-soi en regard de l'enfance et de la vieillesse.
Serfaty s’est également intéressée à la sociabilité et aux modes d’appropriation des espaces publics urbains ainsi qu’à la transformation du sens de la protection du patrimoine architectural et urbain et du patrimoine immatériel.
Elle a fait paraître l’ouvrage Vieillesse et Engendrements. La longévité dans la tradition juive. Consacré à la vision juive traditionnelle de la longévité telle que transmise par la Bible hébraïque, ce livre a été distingué par le prix J.I.-Segal en 2014.
La contribution des travaux de Serfaty à la psychologie environnementale a été distinguée par son entrée, en 2018, au Hall of Fame de l’International Association People Environment Studies (IAPS).

## Biographie
Perla Serfaty s’installe en France en 1964. Elle poursuit ses études de philosophie, de psychologie et de sociologie à l’université de Strasbourg où elle suit les enseignements de Georges Gusdorf, André Canivez, Georges Lanteri-Laura, Didier Anzieu et Henri Lefebvre. Elle rejoint le laboratoire du professeur Paul-Henry Chombart de Lauwe à l’École des hautes études en sciences sociales, Paris V – Sorbonne, qui dirige son doctorat d’État ès lettres et sciences humaines (1985, sociologie) .
Nommée à l’institut de psychologie de l’université de Strasbourg en 1969, elle introduit dans son enseignement la psychologie environnementale , jeune discipline alors non enseignée en France où elle est pratiquement encore inconnue ,.
Serfaty prend une part active au développement de la recherche en psychologie environnementale ainsi qu’à sa reconnaissance institutionnelle ,  et à la conceptualisation, dans le cadre de cette discipline, des notions d’habiter et de chez-soi  ainsi que celle d’appropriation de l’espace .
Elle organise la première conférence internationale consacrée à la psychologie environnementale à se tenir en France : la 3e conférence internationale de l’Espace construit (IAPC : International Architectural Psychology Conference) a lieu en 1976 à Strasbourg et a pour thème « L’appropriation de l’espace » ,,. La création, en 1981, de IAPS (International Association of People-Environment Studies) consolide, institutionnalise et formalise le caractère international de l’IAPC ,,.

## Conceptualisations et développements théoriques

### Le chez-soi, le soi et l’habiter
Perla Serfaty prend position en faveur d’une herméneutique de l’habiter en 1985, alors que les approches de l’espace domestique en psychologie sociale sont encore peu nombreuses et essentiellement descriptives, avec la publication aux États-Unis d’un chapitre d’ouvrage collectif  qui identifie trois dimensions phénoménologiques de la demeure : (1) L’instauration d’un dedans-dehors établit la centralité de l’expérience de l’intériorité. (2) La question de l’intériorité pose celle de la visibilité et du regard auquel l’habitant s’expose autant que celui qu’il porte sur soi. À la fois visible et dissimulé, le sujet habitant se donne à voir à travers ses pratiques et ses modes d’inscription dans l’espace. (3) Ces modes d’inscription introduisent la dimension de l’appropriation, c’est-à-dire de l’action sur la demeure et des répercussions de celle-ci sur le sens et l’expérience de l’habiter .
La parution en 2003 de Chez soi. Les territoires de l’intimité fait date en ce qu’il approfondit et structure ces premières explorations en proposant une triple conceptualisation du chez soi (1) comme territoire du secret, (2) comme espace d’appropriation doublement entendue comme le versant actif de l’habiter et un gauchissement de l’être et (3) comme lieu de l’ouverture à autrui, faisant de la maison un espace social – en tant que territoire familial partagé et en tant qu’espace d’inscription de l’hospitalité.
Dans le droit fil de la nature transdisciplinaire de la psychologie environnementale, cette conceptualisation se nourrit d’une part de filiations philosophiques (Emmanuel Levinas, Pierre Sansot, Gaston Bachelard ), psychologiques (Didier Anzieu, Harold Proshansky), sociologiques (Henri Lefebvre) et historiques (Georges Duby , Michelle Perrot, Philippe Ariès, Norbert Elias).
Elle se nourrit d’autre part, de manière tout aussi fondamentale, des méthodes d’investigation et d’analyse choisies par Serfaty. Le parti pris en faveur d’une approche phénoménologique lui permet d’assumer ses filiations tandis que l’adoption de l’entretien non directif, approfondi et centré sur l’objet de recherche, ainsi que l’interprétation de la parole des habitants la font accéder à l’expérience des sujets, à la révélation des facettes du phénomène étudié, et à ce qui a du sens dans ce phénomène.
Ces méthodes s’inscrivent dans une position dialectique et un retournement du regard qui choisit d’examiner le chez-soi à partir de ses temps dramatiques (le cambriolage , le déménagement , l’exil ou la migration , la condition de sans abri ) et de ses lieux obscurs ou secondaires (la cave, le grenier, les tiroirs, les coffres et les armoires ) pour atteindre, a contrario et à partir de l’expérience de la fragmentation  
, de l’effraction , ou de la confrontation avec les territoires invisibles de la maison  au dévoilement de  ce qui constitue le noyau fondamental du chez-soi.
Serfaty a forgé le concept d’épreuves du chez-soi pour couvrir l’expérience de ces événements dramatiques et montré qu’ils révèlent les enjeux intimes de l’abri personnel et familial autant que les significations profondes des correspondances métaphoriques entre la maison comme intérieur et l’intériorité du sujet. Elle a identifié les territoires de la maison généralement soustraits aux usages quotidiens et au regard de l’habitant comme territoires du travail du secret dans ses rapports avec l’identité et les multiples temporalités intimes du sujet habitant. La situation des personnes sans abri représente à ses yeux le degré ultime de ces épreuves.
Plus récemment, Perla Serfaty a exploré la question de l’évolution en fonction de l’âge de la relation à l’habiter et du  lien au chez-soi. Que l’on soit enfant, puis adolescent ou personne âgée, quels sont les enjeux à l’œuvre dans ces différents temps de l’habiter.
Perla Serfaty a également développé ses écrits sur le sens, les enjeux et les déclinaisons modernes de l’hospitalité  qu’elle identifie comme la valeur centrale de l’habiter tout en la situant dans une tension dialectique entre l’ouverture à autrui, la négociation de contrats entre hôtes (accueillant et accueilli), les risques de sa dérive vers l’hostilité, et les tentations du rejet de l’accueil. À ces titres, elle voit dans l’exercice de l’hospitalité un moment paradoxal du rapport à autrui au cours duquel les enjeux de l’intériorité du sujet et de son secret sont mis en jeu, établissant cet exercice comme l’une des épreuves de l'habiter .
L’hospitalité comme valeur trouve son origine dans les traditions religieuses, et leur force prescriptive continue à fonder la conception que nous en avons mais aussi les modalités de ses pratiques modernes. À partir de la tradition juive, Perla Serfaty souligne les liens entre le chez-soi, l’hospitalité et le cheminement existentiel du sujet en explorant, en particulier, les sens multiples et emblématiques de l’une des lettres de son alphabet, la lettre B (bet) et du parchemin (mezuzah), placé sur l’encadrement des portes des maisons juives.

### Le chez-soi dans l’expérience migratoire
Perla Serfaty propose une psychologie de la perte et de la reconstruction du chez-soi qui inscrit la migration dans une conquête de soi ,. Cette psychologie est structurée autour de concepts clés qui soulignent que (1) le migrant, au-delà des ruptures géographiques, est habité par le sentiment d’une continuité intérieure entre le chez-soi du pays d’origine et celui du pays d’accueil. Cette continuité intérieure est faite de termes identitaires perceptibles dans les gestes du migrant dans le procès d’élaboration d’un nouveau chez-soi ; (2) qu’elles soient de détresse ou volontaires, les migrations assumées génèrent une très grande vitalité et une mobilisation du migrant en direction de son milieu d’accueil ,; (3) la maison constitue le territoire privilégié de l’expression de cette vitalité qui fonde une appropriation jalonnée d’écueils et de réussites, à la fois concrète, sensorielle, esthétique, et identitaire ; (4) l’être ensemble (en famille et avec les membres de la société d’accueil) et l’hospitalité contribuent à l’émergence et à la consolidation du sentiment du chez-soi, « car si l’hospitalité est une valeur, si elle signe une générosité vis-à-vis des autres, étrangers ou non, elle est surtout la marque d’une capacité à ouvrir sa porte et, par là même, d’une maîtrise confiante du chez-soi ». 
L’idée du départ assumé occupe une place centrale dans cette psychologie qui l’inscrit dans une dynamique intime de conquête de l'essentiel, qui est « cette part de soi qui n'est que soi et justement pas celle des autres ». Elle fonde la vitalité et la mobilisation qui traversent l’expérience migratoire et conduit Perla Serfaty à identifier le chez-soi du migrant comme « un habiter de conquête ».
Perla Serfaty contribue d’autre part à la sociologie de l’exil avec l’identification de trois des dimensions constitutives du double déplacement du migrant, à la fois géographique et personnel. La relation du migrant à son nom de famille – signifiant de son ancrage local et, dans le pays hôte, de la perte symbolique de sa place dans la société constitue la première de ces dimensions, tandis que la seconde souligne les modes d’investissement des objets qui l’entourent, au-delà de leur matérialité : témoins d’attachements, d’une origine culturelle, d’une foi religieuse ou politique, ou rôle mémoriel. Le choix en faveur de l’exil – plutôt, par exemple, que de subir une situation politique ou sociale très difficile – constitue la troisième dimension du double déplacement du migrant.

### Le rapport féminin au chez-soi
La réflexion sociologique que Perla Serfaty a développée sur le rapport féminin au chez-soi souligne les contradictions actuelles des femmes prises entre une volonté de ne pas réduire leur univers à leur foyer et leur attachement à ce dernier . Tandis que la maison – entendue au sens de territoire familial – continue à les occuper et à les préoccuper quotidiennement, elles sont tendues entre amour et haine de l’univers domestique , en même temps que leur éventuel désengagement suscite dans la société tout entière tensions, contradictions et question non résolues.

### Habiter et vieillir
Perla Serfaty examine le réinvestissement de l’univers domestique par les femmes parvenues à la retraite et les temporalités intimes et subjectives qui modulent ce réinvestissement . Parce que  le temps est à la fois la matière même du vieillir et celle du vécu de l’habiter, vieillir chez soi est un enjeu existentiel, intime et singulier, tout autant qu’un enjeu de société . Elle s’intéresse à la question du temps également sous l’angle de l’héritage et du legs de la maison et de ses objets . Elle montre que les légataires des aînés - généralement leurs enfants aujourd'hui souvent âgés de plus de 50 ans - sont devenus des prescripteurs de leur héritage, tandis que les parents manifestent le souci de maîtriser, par exemple par le tri de leurs objets, les traces d’eux-mêmes auprès de leurs proches. Enfin, elle forge le concept d’incertitude ontologique pour rendre compte de la qualité particulière que prend l’habiter à la vieillesse, le chez-soi étant à présent associé au temps court, par opposition au temps du chez-soi de la jeunesse généralement associé à la longueur du temps devant soi ,.

### La vision de la longévité dans la Bible hébraïque
Les sources bibliques désignent la vieillesse comme telle et la décrivent dans toute sa complexité existentielle, avec ses maux, ses interrogations sur son sens, et ses accomplissements . Perla Serfaty montre que la tradition juive ne met personne à la retraite parce qu’il n’y a pas de retraite de la vie, de la vie avec les autres et encore moins de retraite des commandements moraux. La Bible hébraïque peint des vieillards souvent grands et féconds autant que lacunaires, pour mieux établir qu’à la vieillesse, comme à toutes les périodes de la vie mais de manière plus urgente à l’horizon de la mort, chacun doit prendre sur soi de transcender les vicissitudes de l’âge et de fonder sur ces dernières une transformation de soi . Le vieillard est d’autre part chargé de mission dans la chaîne des générations . Il doit transmettre une éthique et, par cet autre engendrement, contribuer individuellement à la poursuite de l’action en faveur du droit et de la justice pour un monde plus moral .

## Ouvrages

### Ouvrages publiés sous le nom Perla Serfaty-Garzon
- Quand votre maison vous est contée, Montréal, Bayard Canada, 2016 [54] ;
- Vieillesse et Engendrements. La longévité dans la tradition juive, Montréal, Novalis, 2013. Prix J.I.-Segal, 2014 [55],[56] ;
- Marre d’être la fée du logis ? Paradoxe de la femme d’aujourd’hui, Paris, Armand Colin, 2008[57],[58],[59] ;
- Enfin chez soi ? Récits féminins de vie et de migration, Paris, Bayard, 2006[60],[61],[62],[63] ;
- Un chez-soi chez les autres (direction), Montréal, Bayard Canada, 2006[64],[65] ;
- Chez soi. Les territoires de l’intimité, Paris, Armand Colin, 2003 [66],[67],[68] ;
- Psychologie de la maison. Une archéologie de l’intimité, Montréal, Éditions du Méridien, 1999[69] ;
- Le Patrimoine de Montréal (direction, avec S. Carreau), Montréal, Éditions de la Ville de Montréal et du ministère de la Culture et des Communications du Québec, 1998[70].

### Ouvrages publiés sous le nom Perla Korosec-Serfaty
- Appropriation de l’espace = The Appropriation of Space (direction), actes de la 3e conférence internationale de Psychologie de l'espace construit (3rd IAPS) de Strasbourg – Louvain-la-Neuve, CIACO, 1976[71] ;
- La Grand'place. Pratiques quotidiennes et identité de lieu, Paris, Éditions du CNRS, 1986[72] ;
- The Main Square. Functions and Daily Uses of Stortorget, Malmö / Lund, Aris Nova Series, 1982 [73],[74] ;
- Une maison à soi. Déterminants psychologiques et sociaux de l'habitat individuel. Strasbourg, Éditions du ministère de l'Équipement, direction régionale, 1979.

## Autres publications

### Sous le nom de Perla Serfaty-Garzon
- La transmission des objets domestiques à la vieillesse., Éditions Leroy-Merlin Source. 2024[75].
- Transmission de sa maison à la vieillesse. Sens et enjeux intimes de la transmission contemporaine., Éditions Leroy-Merlin Source. 2023 [76].
- Home (chez-soi). In: Marchand, D., Weiss, K., Pol, E. (Direction). 100 Key Concepts in Environmental Psychology. Routledge, 2023, p. 69-71[77].
- Hospitality. In: Marchand, D., Weiss, K., Pol, E. (Direction). 100 Key Concepts in Environmental Psychology. Routledge, 2023, p. 71-74[77].
- Housing. In: Marchand, D., Weiss, K., Pol, E. (Direction). 100 Key Concepts in Environmental Psychology. Routledge, 2023, p. 74-75[77].
- Chez soi. In : Marchand D., Pol, E., Weiss K. (Direction). Psychologie environnementale : 100 notions clés. Paris, Dunod, 2022, p.44-47[78].
- Hospitalité. In : Marchand D., Pol, E., Weiss, K. (Direction). Psychologie environnementale : 100 notions clés. Paris, Dunod, 2022, p. 123-126[78].
- Habitat et logement. In : Marchand D., Pol, E., Weiss, K. (Direction). Psychologie environnementale : 100 notions clés. Paris, Dunod, 2022, p. 121-123[78].
- Hospitality, Hostility and the Issues of Interiority and Secrecy. Vu de chez soi : hospitalité, hostilité et questions d’intériorité et de secret[28].
- La demeure intérieure et la maison : être chez soi. In: Leroy Merlin Source. Métamorphoses du chez-soi ! Plasticité du logement et temps de la vie., Éditions Leroy-Merlin Source. 2021[79].
- Les temps de l'habiter. In: Leroy Merlin Source. Enfant, adolescent, séniors, à chacun son "habiter" - Juillet 2021[80].
- Habiter sa vieillesse, habiter sa maison : de la transformation du sens aux stratégies. In Lord, S. et Piché, D. (direction) Vieillesse et aménagement. Perspectives plurielles. Montréal, Les Presses de l’Université de Montréal, p. 39-54, 2018 [81],[82],[83],[84],[85]
- Les territoires de l’enfance dans l’espace familial. De l’enfant récepteur à l’enfant prescripteur. Enfance et Psy, n° 72, Dossier « Maison d’enfance : habitants et invités », p. 29-42, 2016[86].
- La maison et le sens du chez-soi. Philo & Cie, n°11, Dossier « Qu’appelle-t-on habiter? p. 6-11, 2015[87].
- Chez soi, vieillesse et transmission. Les enjeux intimes de la trace et du don. In Monique Membrado et Alice Rouyer (direction) Habiter et Vieillir. Vers de nouvelles demeures. Toulouse, Éditions Erès, p. 25-42, 2013[88]
- Le four enchante le chez-soi. In Éveillard A., Ces machines qui parlent de nous, Paris, Les Quatre Chemins, p. 80-83, 2011[89]
- Temporalités intimes : le chez-soi de la vieillesse. Revue Internationale Enfances, Familles, Générations, 2010 no 13[90],[91]
- En mouvement. Le chez-soi à l’épreuve des mobilités. In Perla Serfaty-Garzon (direction), Un chez-soi chez les autres, Montréal, Bayard Canada, p. 7-40, 2006.
- I Live in a Beautiful House, on a Beautiful Street in Beautiful Montreal. Notes on Well-being and the Experiences of Place Aesthetics. In Birgit Cold (direction) Aesthetics, Well-being and Health. Essays within architecture and environmental aesthetics. Ethnoscapes, Ashgate (UK). p. 241-248, 2002
- Dans l’intimité de la maison, un territoire pour l’enfant. Le Furet, Revue de la petite enfance et de l’intégration, n° spécial « À la conquête de l’espace », Été 2006[92].
- Le chez-soi, habitat et intimité. In Dictionnaire critique du logement et de l’habitat, sous le regard des sciences sociales, sous la direction de M. Segaud, J. Brun, et J.C. Driant, Paris, Armand Colin, p. 65-69, 2003[93].
- L’habiter. In Dictionnaire critique du logement et de l’habitat, sous le regard des sciences sociales, sous la direction de M. Segaud, J. Brun, et J.C. Driant, Paris, Armand Colin, p. 213-214, 2003[94].
- L’appropriation de l’espace. In Dictionnaire critique du logement et de l’habitat, sous le regard des sciences sociales, sous la direction de M. Segaud, J. Brun, et J.C. Driant, Paris, Armand Colin, p. 27-30, 2003[95].
- Le cocooning. In Dictionnaire critique du logement et de l’habitat, sous le regard des sciences sociales, sous la direction de M. Segaud, J. Brun, et J.C. Driant, Paris, Armand Colin, p. 74-75, 2003[96].
- Le Cambriolage, In Dictionnaire critique du logement et de l’habitat, sous le regard des sciences sociales, sous la direction de M. Segaud, J. Brun, et J.C. Driant, Paris, Armand Colin, p. 55-56, 2003[97].
- La Cave et le Grenier. In Dictionnaire critique du logement et de l’habitat, sous le regard des sciences sociales, sous la direction de M. Segaud, J. Brun, et J.C. Driant, Paris, Armand Colin, p. 58-59, 2003[98].

### Sous le nom de Perla Korosec-Serfaty
- Demeure et altérité. Mise à distance et proximité de l’autre. Architecture et Comportement, Vol. 5, no 2, p. 161-173, 1989 (avec M. Condello)
- Experience and Use of the Dwelling. In Human Behavior and the Environment, Vol. 8: Home Environments, I. Altman and C. Werner (direction), New York, Plenum Press, p. 65-86, 1985.
- Dwelling, Place making and the Experience of Transition and Relocation. In A. Kleinenfen (direction), Festschrift Zum 60 Geburtstag Von Peter Jockush, Presses universitaires de Cassel, p. 117-134, 1994.
- Dwelling and the Experience of Burglary, Journal of Environmental Psychology, Vol. 6, no 4, p. 329-344, 1986 (avec D. Bolitt).
- The Home, from Attic to Cellar, Journal of Environmental Psychology, Vol. 4, no 4, p. 303-321, 1984.
- Le chez soi : secret et proximité de l’autre. In Hoogdalem, H., Prak, N.L., Van der Voordt, Th.J.M. and Van Wegen, H.B.R. (direction), Looking Back to the Future, Delft, 1988.
- Mode de vie, dynamique familiale et construction de l’identité : familles monoparentales en France. In N. Haumont et M. Segaud (direction) Familles, modes de vie et habitat., Paris, éditions de l’Harmattan, p. 245-260, 1989 (avec V. Jecker et B. Farendla).
- A Home of one’s own. Psychological and Social Factors in Detached Housing. In E. Pol, J. Muntanola, M. Morales (direction) Man-Environment : Qualitative Aspects. Presses de l’Université de Barcelone, p. 308-330, 1984.
- Une chambre. Architecture et Comportement, Vol. 2, no 2, juillet, p. 171-183, 1984 (avec G. Barbey).
- Le Rat de Cave. A Light in the Cellar, Landscape, Vol. 29, no 2, p. 11-14, 1986.
- Ein eigenes Heim. Aktuelles Bauen, no 10, p. 57-60, Oktober 1983.
- Formes de l'accueil et du rejet dans l'habitat. Neuf, No 76, p. 25-32, 1978 (avec D. Freeser).
- L'inscription de l'étrangeté et de la différence dans l'espace public. In Isaac Joseph (direction) Prendre place, Éditions du Champ Urbain, Paris, p. 221-234, 1995.
- Variations sur le côtoiement et la distance : places publiques montréalaises. In France Van Laethem (direction) La place publique dans la ville contemporaine, p. 23-30, Montréal, Éditions du Méridien, p. 23-30, 1995.
- Côtoiements, offenses et évitements. Expérience et pratique féminines des espaces publics au Maroc. In Hanna Taïeb-Davis et de Rabia Bekaar (direction) Espaces publics et paroles publiques dans les villes arabes, Paris, L'Harmattan, p. 111-118, 1994.
- Jardins dans un quartier résidentiel spontané. Trames. N° spécial : Le public et ses domaines. .No 7, p. 39-48, 1er trimestre 1993.
- Paysages insistants. Mise en scène de la vie publique et manipulation des apparences dans les villages de maisons mobiles. Trames. N° spécial : Le public et ses domaines. .No 7, p. 72-81, 1er trimestre 1993.
- Des domaines pour le public : enjeux d'une reconnaissance. Trames. N° spécial Le public et ses domaines, No 7, 1er trimestre, p. 5-9 1993 (avec Irène Cinq-Mars).
- La ville et ses restes. In A. Germain (direction) L'aménagement urbain, Québec, Éditions de l'Institut Québécois de recherche sur la culture, p. 232-267,1991.
- Le public et ses domaines. Contribution de l’histoire des mentalités à l’étude de la sociabilité publique et privée. Espaces et Sociétés, nos 62, 63 p. 29 à 63. 1991.
- Notes en forme de récit sur le dedans, le dehors et le reste. Architecture et comportement, Vol. 6, no 4, 1990. (avec Éric Fleury, Richard Trempe, M. Apollon et S. Houle).
- Öffentliche Plätze: Definition und Anwendungen. In in Lenelis Kruse, Carl F. Graumann, Ernst-Dieter Lantermann Ökologische Psychologie. Ein Handbuch in Schlüsselbegriffen, Psychologie Verlag Union (München 1990). p. 530-540
- Muséification des centres urbains et sociabilité publique. In Annick Germain et Jean-Claude Marsan (direction)  Aménager l'urbain. De Montréal à San Francisco. Politiques et design urbains. Éditions du Méridien, Québec, p. 102 à 121, 1987
- L'évolution de la notion de patrimoine. Repères conceptuels et historiques. In Perla Serfaty et Serge Carreau (direction) Le patrimoine de Montréal. Ville de Montréal et Ministère de la Culture et des Communications du Québec, p. 11-19, 1998.
- Sens du présent et visibilité du passé. À propos des transformations de la signification de la sauvegarde du patrimoine bâti. In Mazis et C. Karaletson (direction), Socio-Environmental Metamorphoses, Université Aristote de Thessalonique, p. 372-380, 1993
- Retour aux lieux. Valeurs initiales et leur métamorphose. In Mazis et C. Karaletson (direction), Socio-Environmental Metamorphoses, Université Aristote de Thessalonique, 1993
- La sociabilité publique et ses territoires. Places et espaces publics urbains. Architecture et Comportement, Vol. 4, no 2, p. 111-132, 1988.
- Urban Open Spaces. In D. Canter, D. Stea et M. Krampen (direction) Environmental Perspectives. Ethnoscapes Vol. 1, Current Challenges in the Environmental Social Sciences, Londres et New York, Gower Press, p. 123-150, 1987[99].
- Plätze. Aktuelles Bauen, N°.6, p. 38-46, Juni 1984.
- Protection of Urban Sites and Appropriation of Public Squares. In Korosec-Serfaty (direction). The Appropriation of Space, Louvain-la-Neuve, CIACO, 1978.
- Accueil Transit Errance. Psychosociologie de la gare. Neuf, No 75, 1978, p. 50-54 (avec Schwach, F. Aubertel-Verrier, D. Schall)
- The Case of Newly Constructed Zone : Freedom, Constraint and the Appropriation of Spaces. In Richard Küller (direction) Architectural Psychology - Proceedings of the IAPC Conference held at Lund University. Lund, Sweden: Lund University, p. 389-396, 1973.